# Habronychus
Habronychus es un género de escarabajos de la familia Cantharidae. En 1982 Wittmer describió el género. Esta es la lista de especies que lo componen:
- Habronychus aritai Sato 1986
- Habronychus chaoi Wittmer, 1997
- Habronychus distinctecostatus (Pic 1917)
- Habronychus furcatus (Wittmer, 1986)
- Habronychus helenae Svihla, 2004
- Habronychus intermixtus (Wittmer, 1954)
- Habronychus kantnerorum Svihla, 2005
- Habronychus kurosawai Wittmer, 1982
- Habronychus lalashanensis Okushima & Sato, 1999
- Habronychus lineaticeps (Pic 1914)
- Habronychus longicornis Okushima & Sato, 1999
- Habronychus mixtus Wittmer 1993
- Habronychus miyatakei Ishida, 1986
- Habronychus nantouanus Wittmer, 1982
- Habronychus obscuricolor Pic, 1935
- Habronychus parallelicollis (Pic 1921)
- Habronychus provida (Kiesenwetter, 1874)
- Habronychus quadricollis Wittmer 1993
- Habronychus rubicundus (Champ 1926)
- Habronychus semimetallicus Wittmer, 1997
- Habronychus sikkimensis Wittmer, 1997
- Habronychus szechwanus Wittmer, 1988
- Habronychus zdeneki Svihla, 2004